# Carl Johan Schöning (jurist)
Carl Johan Schöning, född den 6 oktober 1817 i Mo socken, Gävleborgs län, död den 13 december 1893 i Stockholm, var en svensk jurist. han var bror till Ludvig Schöning och syssling till Carl Johan Schöning. 
Schöning blev student vid Uppsala universitet 1835 och avlade hovrättsexamen där 1839. Han blev auskultant i Svea hovrätt sistnämnda år och vice notarie där 1840. Schöning blev notarie vid kämnärsrätten i Gävle 1844, vice häradshövding samma år samt rådman och ordförande i Gävle rådstuvurätts andra avdelning 1847. Han blev assessor i hovrätten 1859, tillförordnad revisionssekreterare första gången 1862 och hovrättsråd 1865. Schöning beviljades avsked 1882. Av övriga uppdrag han innehade kan nämnas att han var en av riksdagens kommiterade för tryckfrihetens vård 1870–1885 och ledamot av direktionen vid Gymnastisk-ortopediska institutet. Schöning blev riddare av Nordstjärneorden 1867.